# Нижние Липки
Ни́жние Ли́пки — хутор во Фроловском районе Волгоградской области России. Входит в Писарёвское сельское поселение. Население 48 чел. (2010) .

## География
Хутор находится на юго-востоке Фроловского района, в 7 км южнее хутора Писарёвка и в 39 км юго-восточнее от города Фролово на реке Ширяй (приток Иловли).

## Население
| 2010 |
| ---- |
| 48   |

## Инфраструктура
В хуторе есть магазин, проведено электричество.

## Транспорт
Просёлочные дороги.